# رابرت بی. مورگان
رابرت بی. مورگان (به انگلیسی: Robert Burren Morgan) سناتور سابق عضو حزب دموکرات ایالات متحده آمریکا بود. وی در سال ۱۹۷۵ تا ۱۹۸۱ میلادی سناتور ایالت کارولینای شمالی در سنای ایالات متحده آمریکا بود.